# 卡森国家森林
卡森国家森林（英語：Carson National Forest）是美国的一处国家森林，1908年7月1日建立，位处新墨西哥州，占地面积约6,070平方（1.50 × 106英畝），最近的城市为陶斯。国家森林局允许对其进行“混合利用”，使得林区既可作休闲度假之用，也可从事伐木等工作。